# 오다 사천왕
오다 사천왕(일본어: 織田四天王 오다 시텐노우[*])은 오다 노부나가의 부하 가신들로서 일본 전국시대 통일에 공헌한 4인의 무사들이다. 하시바 히데요시를 더해서 오다 오대장이라고도 한다. 사천왕의 필두는 오다 정권의 필두가로인 시바타 가쓰이에였다.

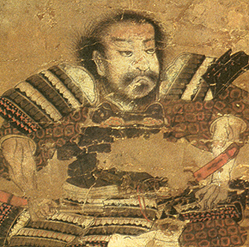
시바타 가쓰이에 （1522년 - 1583년）
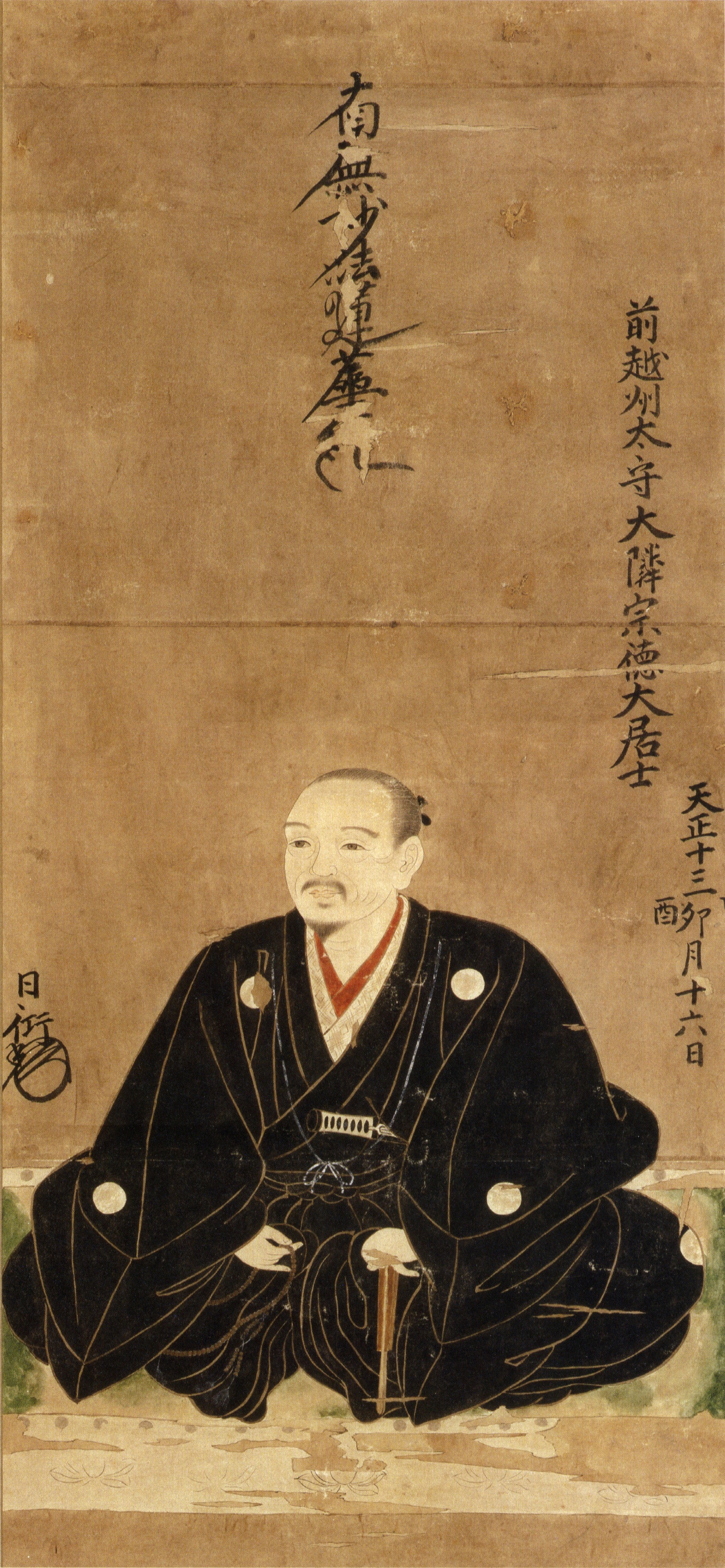
니와 나가히데 （1535년 - 1585년）
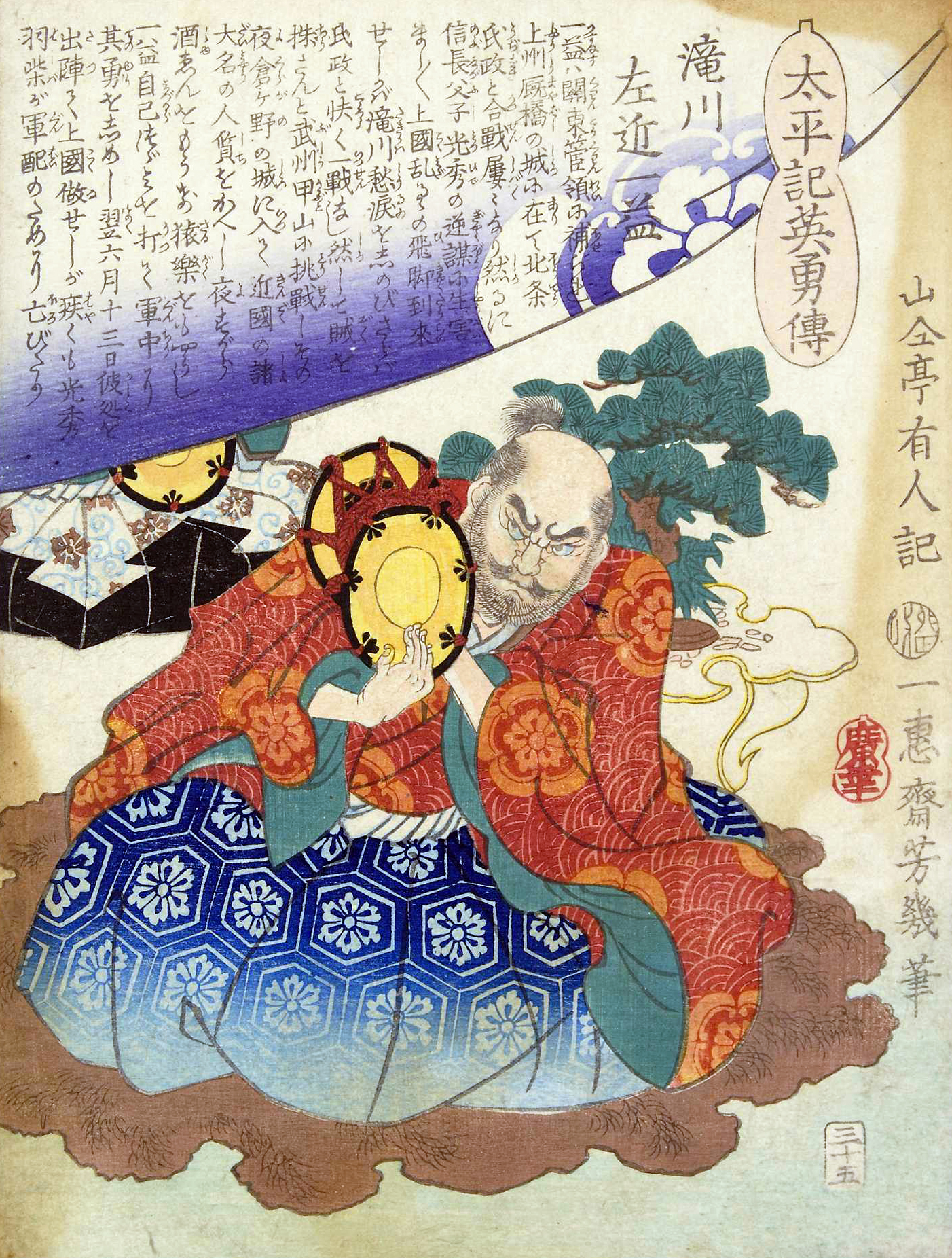
다키가와 가즈마스 （1525년 - 1586년）
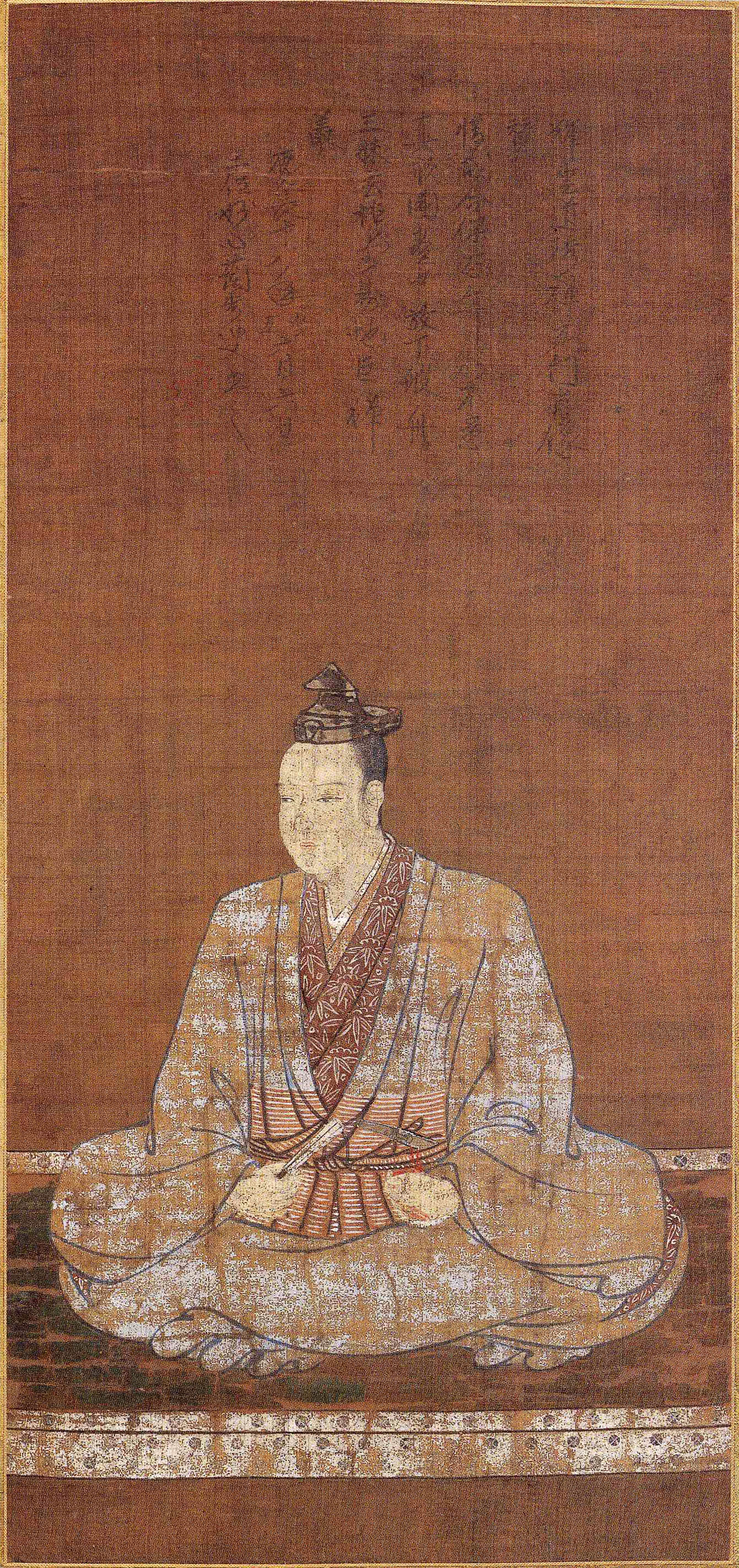
아케치 미쓰히데 （1528년 ? - 1582년）

이들 사천왕은 모두 제명에 죽지 못했는데, 모두 히데요시가 그 죽음에 관련되어 있다. 아케치 미쓰히데는 혼노지의 변에서 오다를 배신하고 죽음으로 몰아넣은 뒤, 야마자키 전투에서 하시바 히데요시에게 패하고 도주하다가 낙오무사 사냥을 하던 농민들에게 살해당했고, 시바타 가쓰이에는 오다의 후계자 자리를 놓고 히데요시와 시즈가타케 전투에서 격돌했다가 패배하여 거성의 천수각에 불을 지르고 아내 오이치(노부나가의 여동생)와 함께 분신자살했다. 니와 나가히데는 히데요시에게 정권이 넘어간 뒤 할복했고, 다키가와 이치마스도 시즈가타케 전투에서 시바타를 지지했다가 몰락한다.

## 같이 보기
- 오다 오대장